# Eustache Januszkiewicz
Eustachy Januszkiewicz, armoiries Lubicz, né le 26 novembre 1805 à Prussy (près de Minsk) et mort le 27 août 1874 à Paris, est un publiciste, journaliste, activiste politique, libraire, éditeur de le Grande Emigration polonaise et fondateur de le Librairie polonaise de Paris.

## Biographie
Il est diplômé en droit à l'Université de Vilnius.
Aide de camp du général Samuel Różycki, il combat avec ses frères Adolf, January et Romuald, lors de l'Insurrection de novembre 1830, mais la défaite le pousse à l'exil. Il émigre à Paris.
Januszkiewicz est à l'origine de la première librairie polonaise en France. En 1833, en compagnie d'un libraire français Hector Bossange, il a fonde une société dont le but est l'expédition en Pologne de livres édités en France et l'importation de la production éditoriale du pays. Cette "Księgarnia Polska" (Librairie Polonaise) ne dura que deux ans pour devenir en 1835 la "Librairie et Imprimerie Polonaise, A. Jełowicki et Cie", avec Aleksander Jełowicki à sa tête et quelques associés, dont Januszkiewicz, qui y apportent le fruit de leurs précédentes activités professionnelles ainsi qu'un capital conséquent. Jusqu'à sa liquidation en 1841/42, sont sortis de ses presses 97 ouvrages et 15 journaux ; ce sont surtout des textes littéraires et des travaux historiques. Entre 1844 et 1871, la librairie polonaise de Karol Królikiewicz reprend l'activité de l'entreprise de Januszkiewicz.
Januszkiewicz publie dans la capitale la revue d'information Pielgrzym Polski (Pèlerin polonais) dont le premier numéro paraît le 4 novembre 1832 et Młoda Polska (Jeune Pologne) avec Maurycy Mochnacki, et participe à l'édition des œuvres d'Adam Mickiewicz dont il est un ami dévoué.
Il est également membre du comité de publication de la Société historique et littéraire polonaise, et membre du conseil d'administration de l'École polonaise de Paris.